# 2019 au Nunavut
Chronologie du Nunavut
- 2015
- 2016
- 2017
- 2018
- 2019
- 2020
- 2021
- 2022
- 2023

Cette page concerne des événements d'actualité qui se sont produits durant l'année 2019 dans le territoire canadienne du Nunavut.

## Politique
- Premier ministre : Joe Savikataaq
- Commissaire : Nellie Kusugak
- Législature : 5e (en)

## Climat
Le mois de septembre 2019 est le mois le plus chaud jamais enregistré Au Canada cela se traduit par des vagues de chaleur au nord et au sud. Et dans l'Arctique canadien, et particulièrement dans le Nunavut, la température atteint +4,9 °C à Alert, lieu habité le plus au nord de la planète et en plein mois de septembre, c'est-à-dire des températures 15 °C au-dessus de la normale.

## Événements
- 21 octobre : Les électeurs sont appelés aux urnes pour élire un député fédéral dans la circonscription du territoire du Nunavut.